# Carl Olof Cronstedt den yngre
Carl Olof Cronstedt den yngre, född 18 oktober 1800 i Stockholm, död 5 mars 1883 i Helsingfors, var en finländsk militär och ämbetsman. Han var son till Carl Olof Cronstedt (den äldre).
Cronstedt gjorde först en militär karriär och blev 1833 överste. Han utnämndes 1837 till guvernör i Vasa län och blev 1845 ledamot av senatens ekonomiedepartement. Han var en av de fyra senatorer som 1861 framförde till tsar Alexander II att januariutskottet inte var lämplig som representation för Finlands folk. Cronstedt erhöll geheimeråds titel 1862. Från 1868 var han chef för kammarexpeditionen och avgick 1879.
Cronstedt av adliga ätten nr 70 upphöjdes till friherre och introducerades 1870 jämte sin svärson, verkställande direktören i Föreningsbanken i Finland, Jean Cronstedt.